# Labranza (ciudad)
Labranza es una localidad chilena, ubicada en la comuna de Temuco, en la Región de La Araucanía.
Se ubica en la ribera norte del río Cautín, a 13 kilómetros de la ciudad de Temuco, con la que se comunica por la Ruta S-40.
Labranza se caracteriza por una zona antigua fundacional con edificaciones de diverso tamaño junto a un sector denominado Altos de Labranza y los campos ubicados al borde del río Cautín. En los últimos años, se han visto diversos proyectos de urbanización en la zona, ocupando grandes extensiones de terrenos que años atrás eran propios del paisaje rural que rodea al sector. En 2002, Labranza contaba con 5.442 habitantes. Se están realizando gestiones para transformarla en una comuna .
Legalmente es considerada un pueblo pequeño, perteneciente a la comuna (ciudad) de Temuco, razón por la cual no es considerada como parte de la conurbación Temuco-Padre las Casas o Área metropolitana de Temuco al no ser una ciudad o comuna adyacente, sino una localidad de la ciudad. Por su constante crecimiento y considerando su distancia al centro de la ciudad de Temuco aspira a convertirse en comuna y así tener una administración independiente fuera de la Municipalidad de Temuco.

## Historia

### Inicios y Fundación

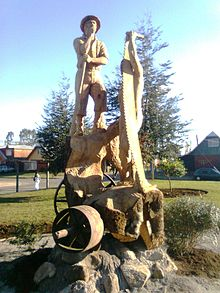
Escultura a Labranzino: Homenaje al origen del lugar.

La localidad de Labranza, denominada originalmente “La Labranza” porque allí se labró la madera para construir las primeras viviendas de Temuco, se fue formando antes de la capital regional, aproximadamente entre los años 1875 a 1880, época en que llegaron los primeros colonos. Todo ello ocurrió producto de que en aquel tiempo el gobierno de la época ofrecía colonizar estas tierras del Estado arrebatadas a los indígenas.

Según datos oficiales, la Localidad de Labranza recibe su título de Villa a través del Ministerio del Interior, según Decretos: Título de Villa se concede a la aldea de Labranza, ubicada en el departamento de Temuco el 11 de febrero de 1909. 

### Primeras Familias
Muchas de las familias colonas del pueblo vienen de la Región del Bio Bio, (los mapuches fueron las primeras familias del sector) de la zona de Santa Juana y Nacimiento, algunas de las familias están emparentadas.

Las familias se venían a Labranza para trabajar en los aserraderos, mientras otras llegaban al pueblo por el bajo costo de los terrenos y en algunos casos los sitios eran regalados por el estado a las primeras familias colonas. Finalmente, otras familias eligieron Labranza por 
la calidad de los suelos para desarrollar la agricultura, en especial la producción de hortalizas y árboles frutales.

Los sitios para las familias se marcaron y se hicieron poblaciones con terrenos fiscales porque aquí no se les vendió el terreno a las familias colonas, que vinieron principalmente a trabajar y labrar madera.

### Avance y Expansión
Debido a la escasez de vivienda, en 1971 también se solicita la destinación y cambio de uso de suelo, contigua a esta población en el sector alto, con el fin de que empresas particulares se interesaran en la compra de estos terrenos para construir las primeras poblaciones.
El año 1972 se mejora la iluminación sacando las antiguas luminarias y cambiándolas por modernas. También se gestiona recorrido de taxi buses por mala locomoción, destinándose un recorrido especial, con un taxi bus y un recorrido con frecuencia de diez al día y un taxi bus de la Municipalidad de Freire al servicio de estudiantes de Quepe, Cajón y Labranza.
En 1992 se forma un comité para solicitar la extensión de telecomunicaciones domiciliarias a Labranza. Comienzan a construir los primeros conjuntos habitacionales: Villa El Bosque, Villa San Isidro de Labranza. Comienza a funcionar además el primer servicio de locomoción urbana de Temuco con extensión a Labranza. 

Desde la década del noventa el crecimiento poblacional ha sido considerable con la constitución de nuevos barrios en los cuales antes existían campos y fundos. Para el censo de 2012 se espera que población del denominado "dormitorio de Temuco" ascendiendo a los 40.000 habitantes, liderando como uno de los mayores poblados a nivel regional. La denominada "ciudad dormitorio de Temuco" alude a que sus habitantes realizan su vida diaria en otras comunas o bien Temuco, debido a la escasa actividad industrial o laboral.

En la década del 2000, Labranza tuvo grandes avances urbanísticos tales como la reconstrucción de la Escuela Municipal, construcción de un Consultorio (Centro de Salud Familiar), Coliseo Municipal, pavimentación de calles y otras obras menores. Dos hitos que consagran Labranza como un lugar considerable de población fueron la construcción de la carretera doble vía entre el sector y la capital regional, inaugurada en 2012, y el proyecto en ejecución denominado "pasada urbana por Labranza", que básicamente consiste en la habilitación de nuevas calzadas para evitar la congestión vehicular, operativa en la actualidad.
En los últimos años es ha establecido un comité "pro comuna" para obtener independencia administrativa de Temuco. Esta iniciativa es apoyada por pobladores, dirigentes y autoridades locales del lugar 
.

### Barrios
- Labranza Centro (Casco antiguo).
- Barrio Los Castaños.
- Villa Ayelen.
- Villa Brisas de Labranza
- Villa Conavicoop.
- Villa El Bosque.
- Villa El Trébol.
- Villa El Valle.
- Villa Hacienda Santa María.
- Villa Los Apóstoles.
- Villa Los Jardines.
- Villa Los Lagos.
- Villa Los Sembradores.
- Villa Rieles del Sur.
- Villa San Isidro.
- Población Los Diamantes.
- Sector las Rosas.

## Servicios

### Salud

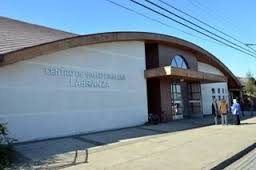
Consultorio de Labranza

Ubicado en la calle 1 Oriente, es un centro de salud Familiar de medicina general (CESFAM Labranza) además de otras especialidades generales con atención de urgencia 24 horas con ambulancia. Dicho centro es administrado en conjunto con otros consultorios por el departamento de Salud de la municipalidad de Temuco. Tiene una población inscrita de 31.815 de pacientes al año 2023 
En el ámbito de la salud privada se han incorporado centros de odontología de consulta y atención primaria.

### Educación
Los principales centros educacionales que cuenta el sector son:
- Escuela Municipal F- 538
- Colegio Araucania
- Colegio Newharvest
- Colegio Los Robles
- Colegio For Life
- Colegio Sun Flower School
- Liceo Jan Comenius
- Colegio Cumbres de Labranza

### Transportes

#### Ómnibus
- Línea 1B: Los Pablos-Labranza.
- Línea 1C: Cajón-Labranza.
- Línea 2B: Parque Costanera-Labranza.
- Línea 2C: Alcántara-Labranza.
- Línea 2D: Estadio-Labranza.
- Línea 5A: Villa Los Ríos-Labranza.
- Línea 5B: Parque Costanera-Labranza.
- Línea 5C: San Antonio-Labranza.
- Línea 5D: Centro-Labranza.

#### Colectivos
En octubre de 2015, comenzó a funcionar la nueva línea de colectivos n.º 30, la cual cuenta con veinte nuevos vehículos que recorren desde Labranza a Temuco y viceversa. En un principio, el recorrido cuesta mil pesos chilenos de 18:00 a 23:00 horas, y dos mil pesos chilenos entre las 23:00 y las 7:00 de la mañana. Luego de la pandemia del año 2020, dejó de funcionar esta línea de colectivos, y actualmente, en el año 2023, solo hay servicio de micros.

#### Buses rurales
Existen diversas líneas de buses rurales que transitan por la Ruta S-40, transitando a destinos como Nueva Imperial, Carahue, Puerto Saavedra, Puerto Domínguez, Nehuentúe y  Trovolhue. El principal operador de buses en esta ruta es la empresa Narbus Internacional.

#### Transporte interprovincial
Diariamente transitan los buses que tienen como destino Santiago de las empresas:
- Buses Tur Bus
- Buses Luna Express
- Buses Jet-Sur
- Buses Narbus
- Buses Expreso del Sur.
- Buses Transantín.
- Buses Tepual.
- Buses Inter sur.
- Buses Erbuc.
- Buses Beytur

### Deportes
El martes 25 de febrero de 2014, la constructora Mauricio Minck S.A., inició la construcción del Complejo Deportivo Labranza, recinto municipal que se levantó en un terreno de nueve hectáreas ubicado camino a Mollulco. Posee canchas de fútbol (con pasto sintético, tribunas y camarines), tenis y palín, skatepark, piscina semiolímpica, ciclovías, juegos infantiles y salas multiuso. Su costó alcanzó los cinco mil millones de pesos chilenos (siete millones de dólares estadounidenses de 2016.) Sería inaugurado en febrero de 2015, pero su apertura finalmente se realizó el viernes 15 de enero de 2016 bajo la modalidad de marcha blanca. La inauguración oficial se llevó a cabo el sábado 13 de febrero de dicho año.
El acceso a la piscina cuesta tres mil pesos chilenos (cuatro dólares estadounidenses de 2016) para los adultos y mil quinientos pesos chilenos (dos dólares estadounidenses de 2016) para los niños y los adultos mayores. Su horario de funcionamiento es de 14:00 a 19:30 horas, todos los días de la semana, excepto los jueves. El resto de las dependencias del recinto son gratuitas y pueden utilizarse de 08:00 a 20:00 horas. (Todos los horarios pertenecen al UTC-3.)

### Comercio
La actividad comercial en la zona presenta un movimiento moderado, influenciado por la proximidad de centros urbanos más grandes, como el Gran Temuco. Sin embargo, Labranza ha ido consolidando su propio núcleo comercial, con una oferta diversificada de productos y servicios que cubren las necesidades locales. Entre los puntos destacados se encuentran supermercados, tiendas de insumos varios, y servicios de mensajería y transporte.
Entre los establecimientos comerciales relevantes en la zona, destacan los siguientes:
- Supermercados como Lily, el Trébol, Santa Isabel, y Acuenta.

- La Nueva Feria Artesanal y Comercial, que ofrece productos locales y servicios variados.

- Ferreterías, siendo Ferretería Lacustre un establecimiento que ha sido un referente para la compra de materiales de construcción, herramientas y artículos de ferretería en la región.

- Centro Comercial Alto Labranza, que alberga negocios exclusivos, proporcionando una oferta prémium que atrae a un público de alto poder en la zona, consolidándose como un punto de referencia para quienes buscan productos y servicios de alta calidad.

- Servicios de mensajería, como Starken y Chilexpres

La consolidación de estos puntos comerciales refleja el crecimiento constante de Labranza, que busca ofrecer a sus residentes una mayor independencia de los grandes centros urbanos cercanos.

### Medios de Comunicación
- El Diario de Labranza

## Futura comuna
Debido al crecimiento exponencial que ha experimentado el sector en los últimos 30 años, Labranza aspira a ser la comuna número 33 de la Región de la Araucanía. La municipalidad de Temuco ha contribuido a iniciar los trámites legales.